# Check My Brain
"Check My Brain" é uma canção da banda Alice in Chains que faz parte do álbum de estúdio Black Gives Way to Blue de 2009. Foi lançada como o primeiro single oficial do álbum em 14 de agosto de 2009. O single ficou no topo das paradas Hot Mainstream Rock Tracks e Rock Songs da Billboard em Septembro de 2009. Sendo o primeiro single do Alice in Chains a alcançar o número 1 do ranking Hot Mainstream Rock Tracks desde o single "No Excuses" de 1994. "Check My Brain" é a primeira e única canção do Alice in Chains a atingir a parada Billboard Hot 100, alcançando a 92ª posição, e também a primeira canção da banda a atingir o topo do ranking Alternative Songs. "Check My Brain" foi indicada ao Grammy de "Melhor Performance Hard Rock".

## Créditos
- Jerry Cantrell – vocal principal, guitarra
- William DuVall – backing vocal, guitarra
- Mike Inez – contra-baixo
- Sean Kinney – bateria
- Nick Raskulinecz – produtor

### Posições
| Parada (2009)                                           | Melhor posição |
| ------------------------------------------------------- | -------------- |
| Canadá (Canadian Hot 100)                               | 62             |
| Polish Singles Chart                                    | 16             |
| Estados Unidos (Billboard Hot 100)                      | 92             |
| Estados Unidos (Billboard Hot Rock & Alternative Songs) | 1              |
| Estados Unidos (Billboard Mainstream Rock)              | 1              |
| Estados Unidos (Billboard Alternative Airplay)          | 1              |